# Poupança

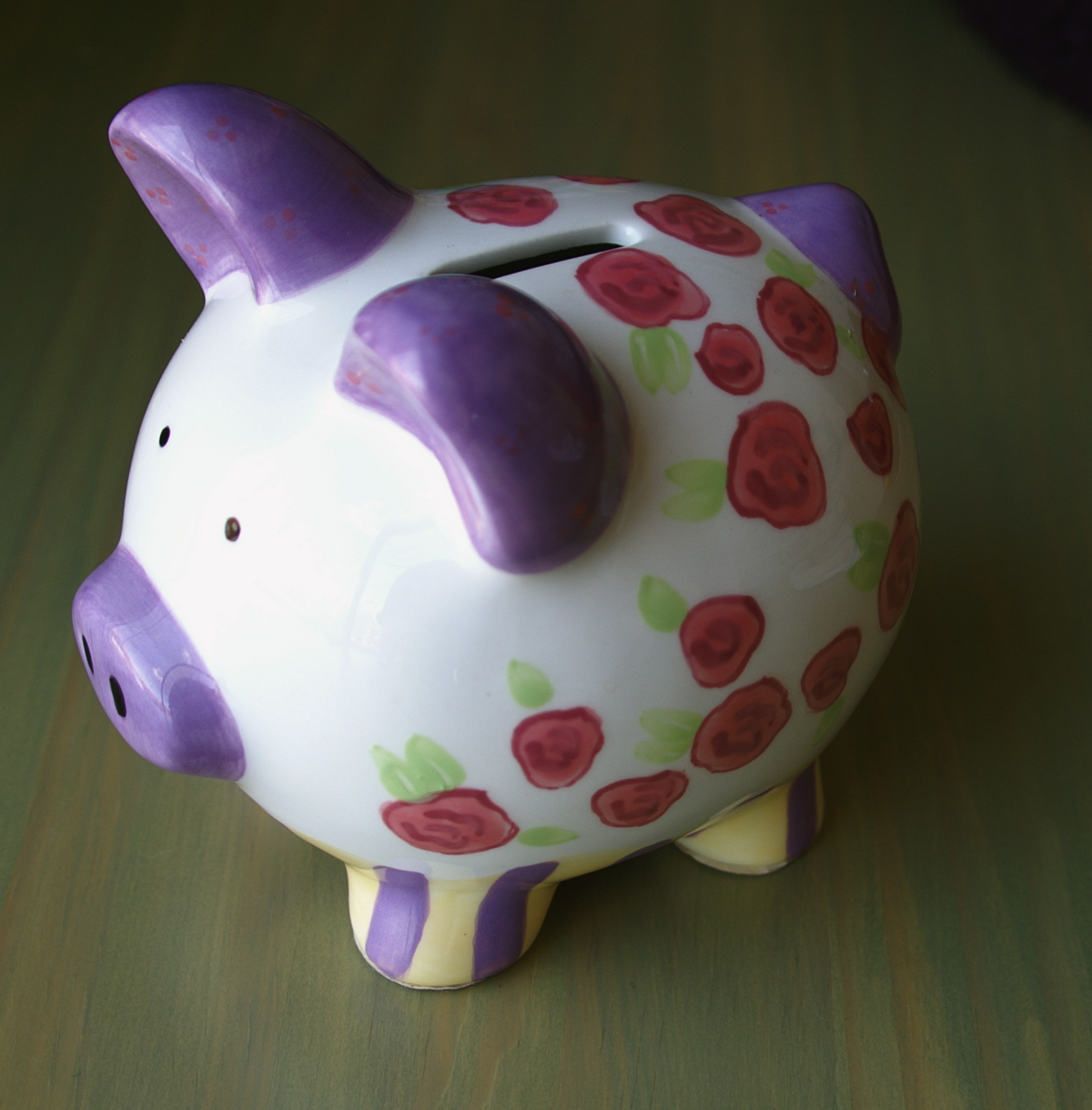
Depositar dinheiro em um cofrinho é uma estratégia antiga e frequentemente adotada para poupar.

Poupança ou aforro é a parcela da renda ou do patrimônio que não é gasto ou consumido no período em que é recebido e, por consequência, é guardado para ser utilizado em um momento futuro. 
O conceito de poupança está intimamente relacionado com redução de despesas, em particular dos gastos recorrentes. No contexto de finança pessoal, poupar geralmente se refere à preservação do capital em aplicações de baixo risco (confrontando a segurança de manter o saldo em uma conta de depósitos contra aplicá-lo em um investimento financeiro, onde o risco é maior). Para a economia, poupança é um conceito amplo que se refere a toda receita não destinada ao consumo imediato. 
Os meios utilizados para poupar variam de acordo com o objetivo e a experiência do poupador, mas consistem basicamente em manter uma quantia de dinheiro em uma conta de depósitos bancários, investir ou simplesmente guardar o montante em um local seguro. A poupança geralmente faz referência a valores monetários (dinheiro) por serem recursos que não sofrem obsolescência, no entanto, o termo não se limita apenas a eles e pode se referir a outros bens (como poupar arroz ou combustível, por exemplo).

## Modelos psicológicos da poupança
Em 1936, Keynes defendia que o consumo tendia a aumentar com o aumento dos ganhos, todavia não se elevam em proporção desses ganhos. A poupança depende dos ganhos familiares, quanto maior forem os ganhos maior será a poupança. Segundo Keynes as pessoas com elevados ganhos tendem a ter elevadas poupanças. A Poupança dependia da boa vontade ou capacidade de cada indivíduo para poupar.
Em 1974, Katona procurou explicar as contingências do comportamento de poupança. Segundo Katona para explicar o fenômeno da Poupança é necessário ter em conta fatores como a idade, o agregado familiar, estabilidade financeira, situação profissional etc.
A poupança depende por isso da interação entre personalidade do sujeito e o ambiente económico. Katona identificou três tipos de poupança:
1. Contratual
2. Discricionária
3. Residual

Segundo o autor o modelo individual é transponível para o colectivo.
Em 1993, Vanh Veldhoven e Groenland baseados no modelo de Katona acrescentam a existência de variáveis socioeconômicas nos comportamentos de poupança, como:
1. Clima econômico – crescimento, inflação, taxa de interesse, taxa de desemprego
2. Informação econômica – média
3. Contexto econômico pessoal – patrimônio, lucros
4. Contexto institucional – sistema bancário e fiscal

A motivação para poupar consiste na precaução, na riqueza, compras futuras, investimentos e projetos para os filhos. Sendo sobre as despesas fundamentais, como as de alimentação que as pessoas tendem a realizar mais economias.
Para Brito “Os conceitos de alugar, troca, doação ou venda de bens usados baseiam-se na ideia de que a utilização temporária e a transmissão a outras pessoas permitem poupar dinheiro e manter a fruição dos benefícios do produto. Do ponto de vista ambiental, reduzem a procura de novos produtos e, naturalmente, a necessidade de os fabricar, diminuindo o consumo de recursos naturais e as emissões associadas. A crise económica atual e a redução do rendimento disponível pode ser um catalisador da redução de consumo e da multiplicação com sucesso destes modelos de negócio”. Consequentemente, surgem casa vez mais empresas de aluguer de produtos ou venda em segunda mão, não só dedicadas aos adultos, como também às crianças, por exemplo aluguer de brinquedos. Assim, os pais poderão poupar dinheiro em brinquedos que são essenciais para o crescimento do bebé, mas que só servem para um tempo limitado.

## Poupança e as crianças
Em 1986, van Raaij realizou vários estudos sobre os comportamentos de poupança e de consumo nas crianças. Tendo em conta várias variáveis como: 
- o modo como é apresentada a poupança às crianças;
- as informações que contribuem para a construção das suas representações de poupança;
- o papel dos pais;
- a publicidade;
- o papel dos pares.

Os estudos revelaram o papel fundamental dos pais e da publicidade no incentivo à abertura de contas bancárias e à representação que as crianças têm sobre a poupança. Defendia que papel dos pais assentava na preocupação de dar um futuro melhor aos filhos, e o incentivo à poupança era considerado um hábito muito positivo. Baseado no modelo de aprendizagem social, Van Raaij defende que a criança poupa porque é um comportamento socialmente correcto, sendo por conseguinte, recompensada relativamente aos seus objectivos.

## Poupança no mundo

### Em Portugal

#### Poupança esquecida das famílias
Com a abertura do mercado de crédito aos consumidores em Portugal, multiplicaram-se as formas de concepção de crédito, por parte das Instituições financeiras, cada vez mais competitivas num mercado cada vez mais transacionável e inovador, o que permitiu o desenvolvimento de instabilidade financeira, por parte das famílias, que se tornaram em alvos fáceis de endividamento.
Ao mesmo tempo que o crédito permite às famílias, dispor de um capital que não próprio imediatamente, também significa que se está a criar uma penhora futura, sem que, muitas vezes as próprias famílias, se apercebam disso. Também significa para as famílias, a possibilidade de poder usufruir de bens e serviços que numa determinada situação da vida façam sentido, sem que para isso se considere um possível endividamento futuro, dado o esforço acrescido de gestão financeira.
A necessidade crescente de poupança por parte das famílias, com a questão do sobre-endividamento está cada vez mais distante, dada a dificuldade acrescida em cumprir com os compromissos, que muitas vezes surgem associados a créditos, como por exemplo, o caso do Crédito Habitação.

### No Brasil
No Brasil, é comum a falta de distinção entre o conceito de poupança, que é o acúmulo de capital para investimento, e a caderneta de poupança, que é uma forma de investimento disponível no país, sendo comum o uso indiscriminado do termo para referenciar ambos, visto que a caderneta de poupança é o investimento mais comum e tradicional no país. No entanto, outros tipos de investimento, como o CDB, o RDB e fundos de investimento são opções comuns dos poupadores no Brasil.